# Martim Codax
Martim Codax ou Martín Codax (meados do século XIII - início do XIV) foi um jogral (artista itinerante de origem popular, típico da Idade Média) galego.
Pouco se conhece acerca da sua biografia, a começar pela sua origem. Acredita-se que seja oriundo do sul da Galiza — de Vigo, uma vez que, em seus poemas, há numerosas referências a esta cidade — ou da ilha de São Simão, em Redondela.

## Obra
As suas composições são consideradas das mais importantes da lírica trovadoresca galaico-portuguesa, embora o corpus literário a ele atribuído se limite a sete cantigas de amigo que figuram em dois dos três cancioneiros da lírica galego-portuguesa: o Cancioneiro da Vaticana e o Cancioneiro da Biblioteca Nacional, e ainda no pergaminho Vindel, onde figura o seu nome como autor das composições. A descoberta desse pergaminho foi casual: em 1914, o bibliógrafo Pedro Vindel, em princípios do século XX encontrou-o em sua biblioteca, servindo de folha de guarda a um volume do De officiis de Cícero. Os poemas de Martim Codax que figuram no pergaminho não têm título, sendo citados pelo seu primeiro verso. São os seguintes:
- "Ondas do mar de Vigo"
- "Mandad'ey comigo"
- "Mia yrmana fremosa treides comigo"
- "Ay Deus se sab'ora meu amado"
- "Quantas sabedes amar amigo"
- "'En o sagrad' em Vigo"
- "Ay ondas que eu vin veer"

No pergaminho Vindel, conserva-se também a notação musical destas cantigas. Durante largo tempo foi este o único testemunho conservado da música dos trovadores galego-portugueses.
Em 1990, a estas músicas veio juntar-se um outro testemunho musical, o das sete cantigas de amor de D. Dinis conservadas no chamado Pergaminho Sharrer, encontrado pelo professor H. Sharrer na Torre do Tombo, em Lisboa.
Na Galiza dedicou-se-lhe o prémio do "Dia das Letras Galegas" do ano 1998 (junto com Joam de Cangas e Meendinho).